# 바나나 벨트
바나나 벨트는 더 넓은 지역의 일부로서, 특히 겨울철에 지역 전체보다 따뜻한 기상 조건을 누리는 곳을 의미한다. "바나나 벨트"라는 용어는 남극반도 전체부터 미국 중서부 남부, 산맥의 미기후 지역에 이르기까지 모든 것을 묘사하는 데 사용될 수 있을 만큼 광범위하다.
후자의 바나나 벨트는 산악 상승으로 인해 산비탈의 바람이 없는 쪽에 형성될 수 있다. 공기가 산맥의 꼭대기를 넘어 상승하면 냉각되어 바람받이 경사면에 수분을 방출한다. 공기가 반대편으로 끌려 내려오면 단열 가열을 통해 압축되고 가열되어 산의 비그늘 지역을 따뜻하고 건조하게 만든다.

## 바나나 벨트의 예시

### 캐나다
- 유콘 준주의 화이트호스
- 온타리오주의 윈저와 에식스군[3]
- 온타리오주의 나이아가라반도[4]
- 온타리오주 남부의 브랜트군[5]
- 매니토바주의 멜리타[6]
- 브리티시컬럼비아주 조지아 해협의 남부 걸프 제도[7][8]
- 온타리오주의 채텀켄트 지자체[9][10]
- 빅토리아, 새니치와 광역 빅토리아를 형성하는 주변 지역. 캐나다에서 가장 따뜻한 대도시권으로, 특히 겨울에 "얼어붙는 날"이 가장 적다.[11][12][13]
- 노바스코샤주 서부의 아나폴리스 로열[14]
- 노바스코샤주 남서부의 셸번에서 야머스까지 이르는 지역[15][16][17]
- 치누크 바람의 영향으로 앨버타주의 메디신햇, 워너, 레스브리지[18][19][20]
- 오카나간 지역의 켈로나, 펜틱턴, 버넌 도시[21]
- 브리티시컬럼비아 남부 내륙 지역의 오소유스[22]
- 브리티시컬럼비아 중앙 쿠트네이 지역 지구의 크레스턴[23]

### 미국
- 미시간주의 메노미니, 에스카나바, 매니스티크, 아이언마운틴은 어퍼반도의 바나나 벨트에 속한다.
- 콜로라도주의 아칸소강 계곡은 로키산맥에 위치하며, 아메리카 대륙 분수령 동쪽과 14,000피트 높이의 사와치 산맥 아래에 있어 종종 바나나 벨트라고 불린다. 이 지역에는 부에나비스타, 살리다, 파크데일, 캐니언시티부터 푸에블로까지의 마을이 포함된다.[2]
- 포트 오퍼드 남쪽의 오리건 해안 지역은 해안의 다른 지역에 비해 온화한 기후 때문에 "오리건의 바나나 벨트"로 알려져 있다. 이 지역에서 가장 큰 공동체는 브룩킹스-하버와 골드비치이다.[24]
- 워싱턴-아이다호 주 경계에 걸쳐 있는 루이스-클라크 계곡은 "내륙 태평양 북서부의 바나나 벨트"로 알려져 있다. 이 지역에는 루이스턴 (아이다호주)와 클락스턴 (워싱턴주), 아소틴 (워싱턴주) 세 곳 모두 스네이크강과 클리어워터강의 합류 지점에 위치한다.[25]
- 아이다호주 남서부의 트레저 밸리 지역은 수도인 보이시와 주변 공동체를 포함하며 아이다호의 바나나 벨트로 알려져 있다. 주민들은 1년 내내 골프를 즐길 수 있으며 스키장까지는 짧은 거리에 불과하다.[26]

### 유럽
- 북대서양 해류의 온난화 효과로 인해 영국과 아일랜드를 포함한 서유럽 및 북유럽은 겨울이 온화하다.

### 오스트레일리아
- 시원한 계절에 남동 오스트레일리아 푄 현상으로 인해 뉴사우스웨일스주의 남동부 해안은 뉴캐슬, 시드니, 울런공, 베이트먼스 베이, 메림불라, 나루마와 같은 도시들을 포함하며, 주 내륙 지역(예: 중앙 고원, 남서부 경사지 및 중서부)보다 상대적으로 따뜻하다.[27][28]

## 같이 보기
- 치누크 바람
- 푄 현상
- 내한성 지역
- 미국의 벨트 지역 목록